# Bataille d'Apache Pass
Guerres apaches
Guerre de Sécession
Batailles
- Mesilla (1re)
- Tubac
- Cooke's Canyon
- Florida Mountains
- Gallinas Mountains
- Placito
- Pinos Altos
- Canada Alamosa
- Valverde
- Stanwix Station
- Picacho Pass
- Dragoon Springs (1re)
- Dragoon Springs (2e)
- Tucson
- Mesilla (2e)
- Apache Pass
- La Paz

- Point of Rocks (en)
- Wagon Mound (en)
- Combat de Bell (en)
- Cieneguilla (en)
- Ojo Caliente Canyon (en)

- Diablo Mountains (en)
- Expédition d'Antelope Hills (en)
- Little Robe Creek (en)
- 1re Adobe Walls

- Cooke's Spring (en)
- Expédition de Bonneville (en)
- Madera Canyon (en)
- Mimbres River (en)
- Affaire Bascom
- Tubac
- Cooke's Canyon
- Florida Mountains
- Gallinas Mountains
- Placito
- Pinos Altos
- 1re Dragoon Springs
- 2e Dragoon Springs
- Apache Pass
- Big Bug
- Mowry (en)
- Mount Gray
- Doubtful Canyon
- Fort Buchanan

- Pipe Spring

- Camp Grant
- Wickenburg
- Burro Canyon
- Tonto Basin
- Salt River Canyon
- Turret Peak (en)
- Sunset Pass (en)

- Yellow House Canyon (en)

- Ojo Caliente
- Las Animas Canyon
- Hembrillo Basin (en)
- Alma (en)
- Fort Tularosa (en)
- Carrizo Canyon (en)

- Cibecue Creek
- Fort Apache (en)
- McMillenville (en)
- Big Dry Wash
- Lordsburg Road
- Devil's Creek (en)
- Little Dry Creek (en)
- Nacori Chico
- Bear Valley (en)
- Pinito Mountains

- Kelvin Grade (en)
- Cherry Creek (en)
- Guadalupe Canyon (en)

La bataille d'Apache Pass s'est déroulée les 15 et 16 juillet 1862 à Apache Pass en Arizona, entre des guerriers apaches, et les volontaires de l'Union de la colonne de Californie alors que ces derniers étaient en route pour conquérir le territoire confédéré de l'Arizona et renforcer l'armée de l'Union du Nouveau-Mexique. Ce fut l'une des plus grandes batailles entre les Américains et les Apaches Chiricahuas durant les guerres apaches.

## Contexte
Après l'invasion du territoire du Nouveau-Mexique en juillet 1861 par des troupes confédérées, une force de volontaires de Californie conduite par le brigadier général James H. Carleton et connue sous le nom de « colonne de Californie » se met en marche afin de défendre les intérêts de l'Union dans l'Ouest.
Le 10 juillet 1862, le capitaine Thomas Roberts quitte Tucson avec son détachement composé de 126 hommes, 2 obusiers et 22 chariots, ainsi que 242 mulets, en direction d'Apache Pass afin de servir d'avant-garde au reste des troupes.
Ayant eu connaissance de l'arrivée des troupes américaines sur leurs terres, le chef chiricahua Cochise convainc Mangas Coloradas de se joindre à lui pour tendre une embuscade à Apache Pass.